# 스윙키즈
"스윙키즈"는 2018년 하반기에 개봉한 대한민국의 영화이다.

## 캐스팅
- 도경수 : 로기수 역
- 자레드 그라임스 : 잭슨 역
- 박혜수 : 양판래 역
- 오정세 : 강병삼 역
- 김민호 : 샤오팡 역
- 로스 케틀 : 소장 역
- Aj 시몬스 : 제이미 역
- 송재룡 : 삼식 역
- 이규성 : 만철 역
- 이다윗 : 광국 역
- 이율림 : 황기동 역
- 김동건 : 로기진 역
- 박진주 : 린다 역
- 주해은 : 매화 역
- 박형수 : 통역 역
- 이동용 : 암거래상 역
- 최은경 : 낸시 역
- 이랑서 : 스테이시 역
- 임서영 : 캔디 역
- 김은주 : 웬디 역
- 박지은 : 바바라 역
- 오경화 : 줄리아 역
- 조경현 : 작업반장 역
- 배한용 : 노래배우 역
- 임채선 : 무기고 임선생 역
- 최원 : 랭면집 김사장 역
- 진용욱 : 조리장 역
- 강길우 : 삼식 린치 포로 역
- 백인권 : 모포 포로 역
- 박찬우 : 고정 반공 포로 역
- 김희상 : 응원단 부짱 역
- 김민재 : 로기진 (목소리) 역 (우정출연)
- 장민욱 : 응원단 역

## 수상
- 2019년 제55회 백상예술대상 영화부문 감독상 - 강형철
- 2019년 제39회 황금촬영상 신인여우상 - 박혜수
- 2019년 제39회 한국영화평론가협회상 음악상 - 김준석
- 2019년 제39회 한국영화평론가협회상 기술상 - 박일현
- 2019년 제40회 청룡영화상 촬영조명상 - 김지용, 조규영
- 2019년 제40회 청룡영화상 편집상 - 남나영
- 2019년 제6회 한국영화제작가협회상 남우조연상 - 오정세
- 2019년 제6회 한국영화제작가협회상 음악상 - 김준석

## 같이 보기
- 2018년 대한민국의 영화 목록